# Midnight Star
Midnight Star é um grupo norte-americano que teve vários sucessos na década de 1980, como "Love Song" e "Red Roses".
Foi formado em 1976 na Universidade do Estado de Kentucky pelo trompetista Reggie Calloway, vocalista Belinda Lipscomb, guitarrista/baterista/vocalista Melvin Gentry, baixista Kenneth Gant, multi-instrumentista Bill Simmons, tecladista/vocalista Bo Watson e guitarrista/tecladista Jeff Cooper, como um grupo autônomo.
O grupo lançou o primeiro álbum The Beginning em 1980 pela RCA Records.

## Discografia

### Álbuns de estúdio
| 1980                                                                | The Beginning                 | —   | —  | —  | —  | —  |                    | SOLAR     |
| 1981                                                                | Standing Together             | —   | 54 | —  | —  | —  |                    | SOLAR     |
| 1982                                                                | Victory                       | 205 | 58 | —  | —  | —  |                    | SOLAR     |
| 1983                                                                | No Parking on the Dance Floor | 27  | 2  | —  | 30 | —  | - EUA: 2 x platina | SOLAR     |
| 1984                                                                | Planetary Invasion            | 32  | 7  | —  | 44 | 85 | - EUA: Ouro        | SOLAR     |
| 1986                                                                | Headlines                     | 56  | 7  | 69 | 39 | 42 | - EUA: Ouro        | SOLAR     |
| 1988                                                                | Midnight Star                 | 96  | 14 | —  | —  | —  |                    | SOLAR     |
| 1990                                                                | Work It Out                   | —   | 41 | —  | —  | —  |                    | SOLAR     |
| 2002                                                                | 15th Avenue                   | —   | —  | —  | —  | —  |                    | Reel Star |
| "—" denota que não alcançou posição nas paradas ou não foi lançado. |                               |     |    |    |    |    |                    |           |

### Coletâneas
- Greatest Hits  (1987, SOLAR)
- Anniversary Collection (1999, The Right Stuff)
- The Best of Midnight Star (2002, EMI-Capitol)
- Ultimate Collection (2006, Capitol)

### Singles
| 1980                                                                | "Make It Last"                                                    | —   | 85 | —  | —  | — | —  | The Beginning                 |
| 1980                                                                | "You're the Star"                                                 | —   | —  | —  | —  | — | —  | The Beginning                 |
| 1981                                                                | "I've Been Watching You"                                          | —–  | 36 | —  | —  | — | —  | Standing Together             |
| 1981                                                                | "Tuff"                                                            | —   | 60 | —  | —  | — | —  | Standing Together             |
| 1982                                                                | "Can't Give You Up"                                               | —   | —  | —  | —  | — | —  | Standing Together             |
| 1982                                                                | "Hot Spot"                                                        | 108 | 35 | —  | —  | — | —  | Victory                       |
| 1982                                                                | "Victory"                                                         | —   | 83 | —  | —  | — | —  | Victory                       |
| 1983                                                                | "Freak-A-Zoid"                                                    | 66  | 2  | 44 | —  | 3 | —  | No Parking on the Dance Floor |
| 1983                                                                | "Wet My Whistle"                                                  | 61  | 8  | 15 | —  | — | 60 | No Parking on the Dance Floor |
| 1984                                                                | "No Parking (On the Dance Floor)"                                 | 81  | 43 | 44 | —  | — | —  | No Parking on the Dance Floor |
| 1984                                                                | "Night Rider"                                                     | —   | —  | —  | —  | — | —  | No Parking on the Dance Floor |
| 1984                                                                | "Operator"                                                        | 18  | 1  | 15 | —  | — | 66 | Planetary Invasion            |
| 1985                                                                | "Scientific Love"                                                 | 80  | 16 | 19 | —  | — | —  | Planetary Invasion            |
| 1985                                                                | "Curious"                                                         | —   | —  | —  | —  | — | 92 | Planetary Invasion            |
| 1985                                                                | "Body Snatchers"                                                  | —   | 31 | —  | —  | — | —  | Planetary Invasion            |
| 1985                                                                | "Girls Got Something Boys Ain't Got''                             |     |    |    |    |   |    | Just One of The Guys          |
| 1986                                                                | "Headlines"                                                       | 69  | 3  | 34 | —  | — | 16 | Headlines                     |
| 1986                                                                | "Midas Touch"                                                     | 42  | 7  | —  | 29 | — | 8  | Headlines                     |
| 1986                                                                | "Engine No. 9"                                                    | —   | 11 | —  | 81 | — | 64 | Headlines                     |
| 1987                                                                | "Stay Here by My Side"                                            | —   | —  | —  | —  | — | —  | Headlines                     |
| 1987                                                                | "Do the Prep"                                                     | —   | —  | —  | —  | — | —  | Penitentiary III              |
| 1988                                                                | "Don't Rock the Boat" (feat. Ecstasy of Whodini)                  | —   | 3  | —  | 36 | — | —  | Midnight Star                 |
| 1988                                                                | "Snake in the Grass"                                              | —   | 10 | —  | —  | — | —  | Midnight Star                 |
| 1989                                                                | "Love Song"                                                       | —   | 55 | —  | —  | — | —  | Midnight Star                 |
| 1990                                                                | "Do It (One More Time)"                                           | —   | 12 | —  | —  | — | —  | Work It Out                   |
| 1990                                                                | "Luv-U-Up"                                                        | —   | 58 | —  | —  | — | —  | Work It Out                   |
| 1990                                                                | "Red Roses"                                                       | —   | —  | —  | —  | — | —  | Work It Out                   |
| 2013                                                                | "Unity" (com Bootsy Collins, Shirley Murdock, Zapp, Eddie LeVert) | —   | —  | —  | —  | — | —  |                               |
| "—" denota que não alcançou posição nas paradas ou não foi lançado. |                                                                   |     |    |    |    |   |    |                               |